# Короткокрылые камышовки
Короткокрылые камышовки (лат. Cettia) — род птиц из семейства ширококрылых камышевок, который ранее относили к семейству славковых. Представители рода распространены от Европы до Юго-восточной Азии.
Родовое название cetti дано в 1820 году Конрадом Темминком в честь итальянского зоолога Францеско Сетти (Francesco Cetti).

## Виды
В состав рода включают четыре вида:
- Cettia castaneocoronata (Burton, 1836) — Красноголовая тезия
- Cettia major (Moore, 1854) — Рододендровая короткокрылая камышовка[1]
- Cettia brunnifrons (Hodgson, 1845) — Рыжеголовая короткокрылая камышовка[1]
- Cettia cetti (Temminck, 1820) — Широкохвостая камышовка, или соловьиная камышовка, или широкохвостка